# Bālā Rostam Kolā
Bālā Rostam Kolā (persiska: بالا رُستَم حاجّی, Bālā Rostam Ḩājjī, بالا رستم كلا) är en ort i Iran.   Den ligger i provinsen Mazandaran, i den norra delen av landet, 150 km nordost om huvudstaden Teheran. Bālā Rostam Kolā ligger 17 meter över havet och antalet invånare är 282.
Terrängen runt Bālā Rostam Kolā är platt. Runt Bālā Rostam Kolā är det ganska tätbefolkat, med 96 invånare per kvadratkilometer. Närmaste större samhälle är Babol, 12,3 km väster om Bālā Rostam Kolā. Trakten runt Bālā Rostam Kolā består till största delen av jordbruksmark.